# Neobisium occultum
Neobisium occultum är en spindeldjursart som beskrevs av Beier 1938. Neobisium occultum ingår i släktet Neobisium och familjen helplåtklokrypare.

## Underarter
Arten delas in i följande underarter:
- N. o. occultum
- N. o. sororium